# 1350

1350(천삼백오십)은 1349보다 크고 1351보다 작은 자연수다.

## 수학
- 합성수로, 그 약수는 총 24개다. (1, 2, 3, 5, 6, 9, 10, 15, 18, 25, 27, 30, 45, 50, 54, 75, 90, 135, 150, 225, 270, 450, 675, 1350)
  - 1350의 진약수의 합은 2370이므로, 1350은 과잉수다.
- 20번째 구각수다. 앞의 구각수는 1216, 다음은 1491이다.
- {\displaystyle 1350=10^{2}+15^{2}+20^{2}+25^{2}}
  - 공차가 5인 네 자연수의 제곱합으로 나타낼 수 있는 수다. 이 성질을 지닌 앞의 수는 1214, 다음 수는 1494다.
  - 연속하는 네 개의 {\displaystyle 5n}({\displaystyle n}은 자연수)의 제곱합으로 나타낼 수 있는 수다. 이 성질을 지닌 앞의 수는 750, 다음 수는 2150이다.
- {\displaystyle 91^{15}-1}은 1350으로 나누어떨어진다.

## 과학
- NGC 1350(영어판): 화로자리 방향에 있는 나선은하.

## 교통
- 일본국유철도 1350형 증기 기관차(일본어판)
- 구마모토시 교통국 1350형 전동차(일본어판)
- 나라 전기철도 데하보1350형 전동차(일본어판)

## 문화유산
- 대한민국의 보물 제1350호: 통도사 석가여래 괘불탱

## 방송
- AM 1350kHz: 일본 주고쿠 방송 히로시마 방송국의 주파수.

## 기타
- 연도: 1350년, 기원전 1350년
- 1350년대
- 대한민국 고용노동부의 대표 전화번호.

## 같이 보기
- 1000